# Maximilian Munski
Maximilian Munski (Lübeck, 10 de janeiro de 1988) é um remador alemão, medalhista olímpico.

## Carreira

### Rio 2016
Munski competiu nos Jogos Olímpicos de 2016, no Rio de Janeiro, onde conquistou a medalha de prata com a equipe da Alemanha no oito com.